# Llista de peixos del llac Baikal

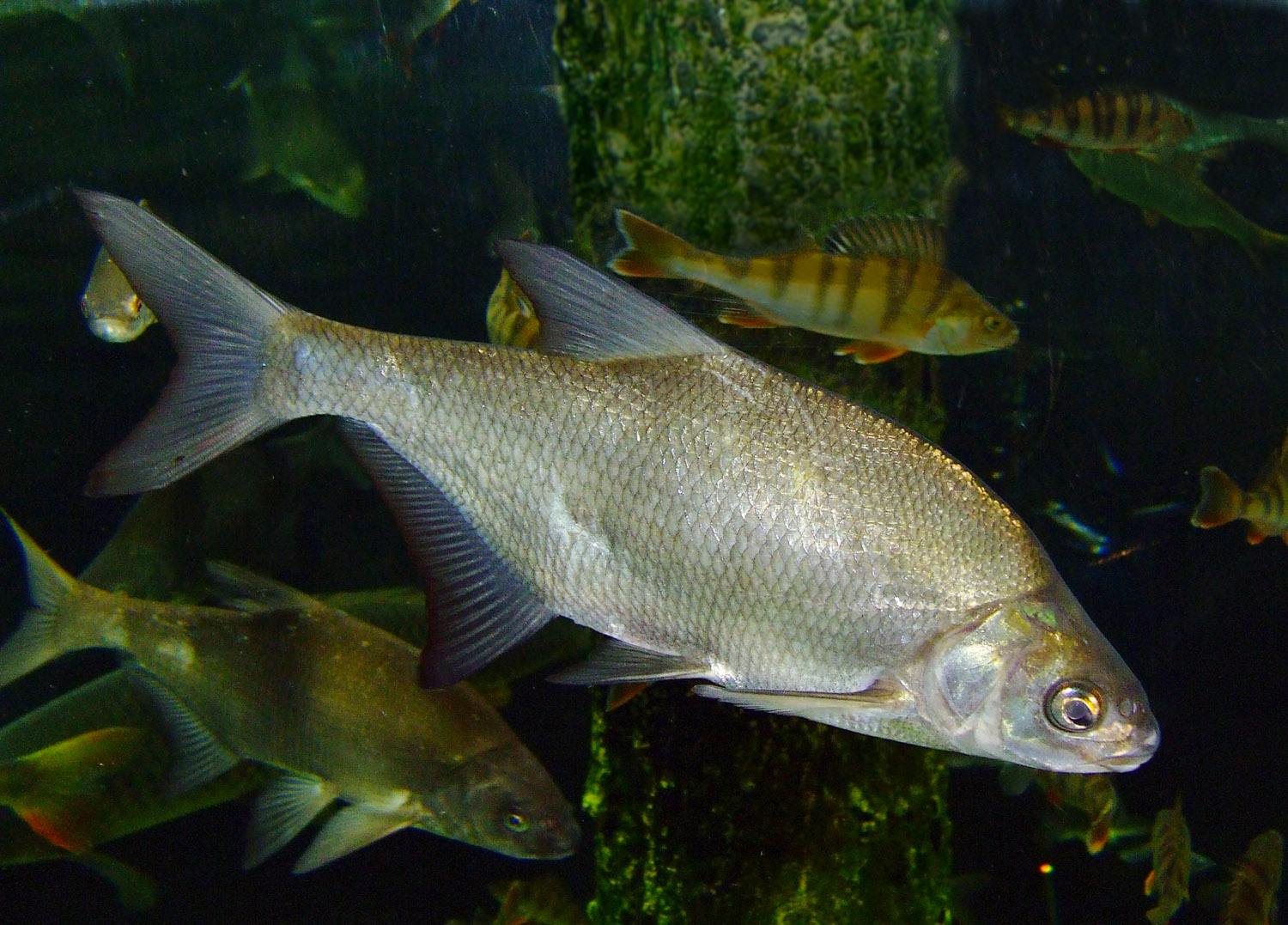
Brema (Abramis brama)

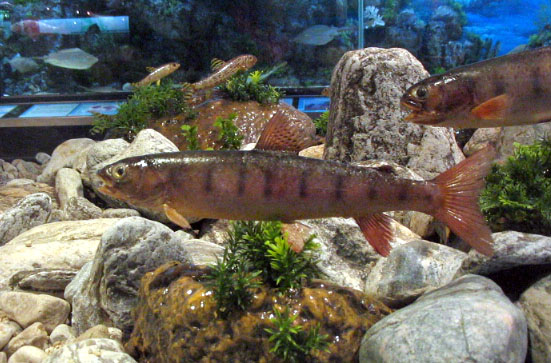
Brachymystax lenok

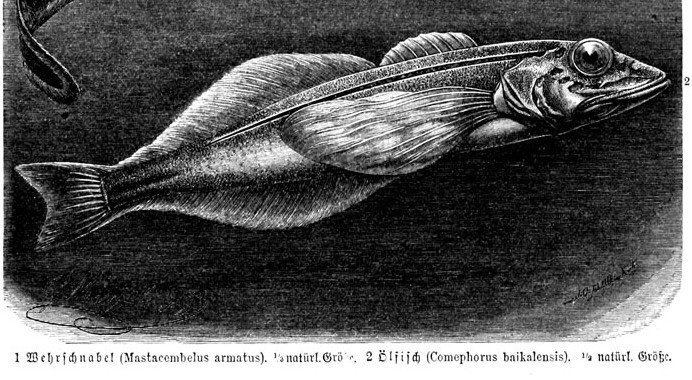
Comephorus baikalensis

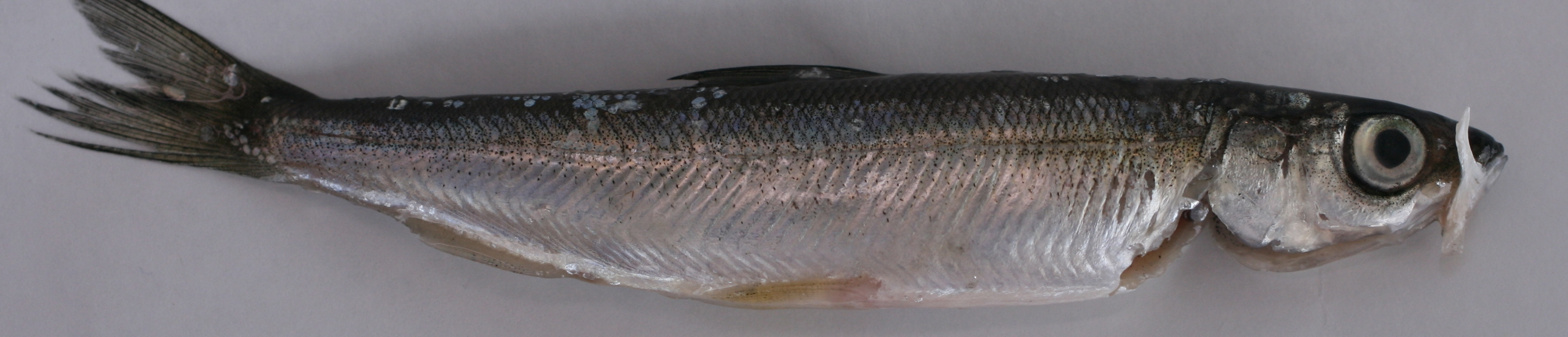
Corègon blanc (Coregonus albula)

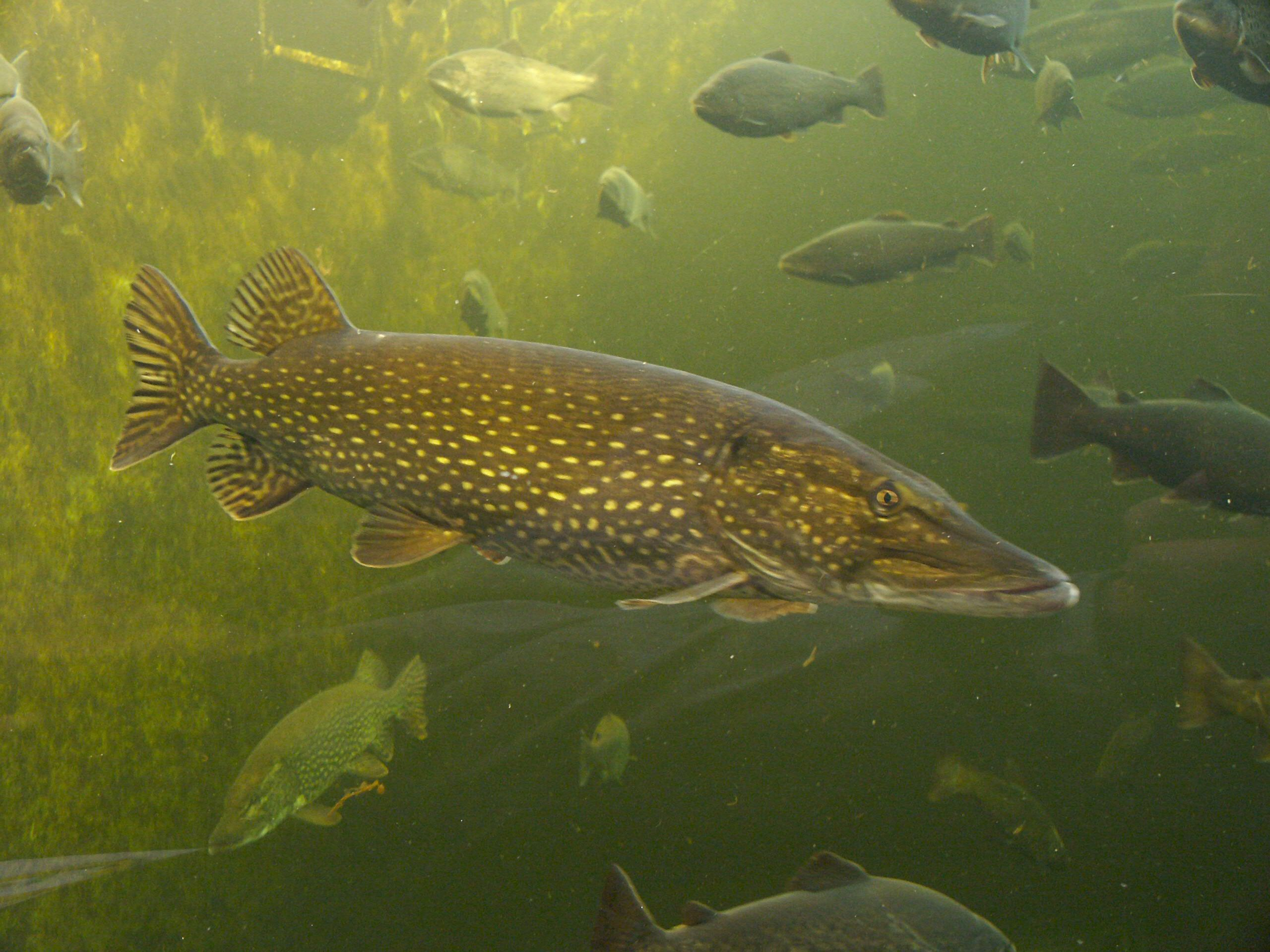
Lluç de riu (Esox lucius)

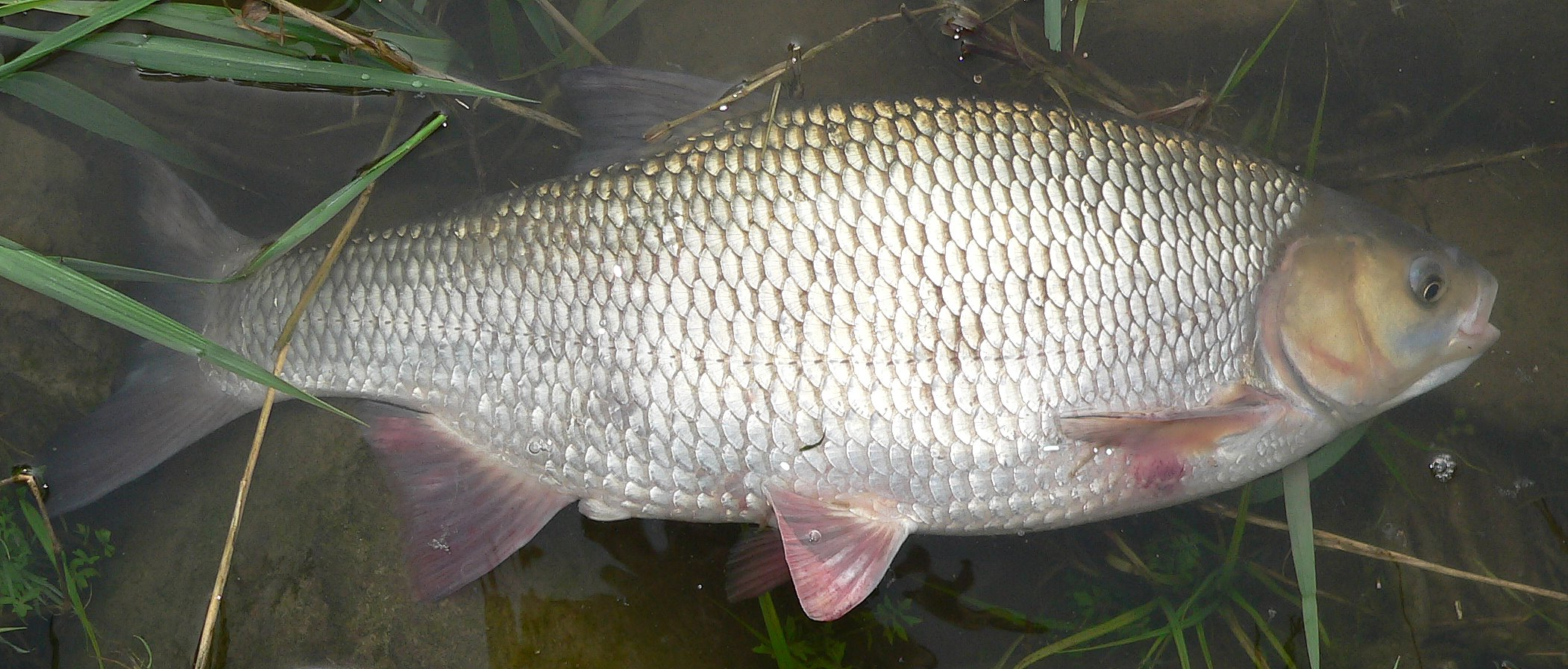
Carpa koi japonesa (Leuciscus idus)

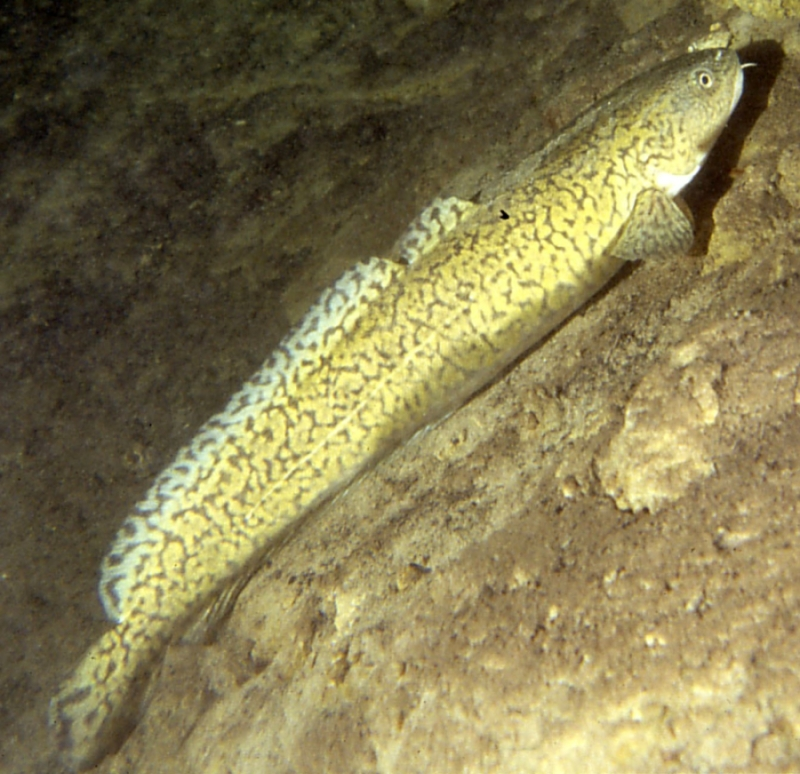
Lota (Lota lota)

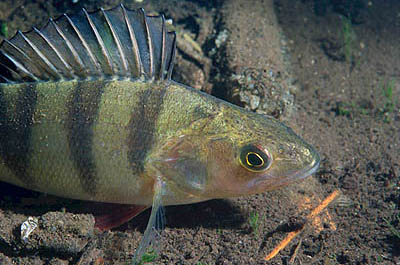
Perca fluviatilis

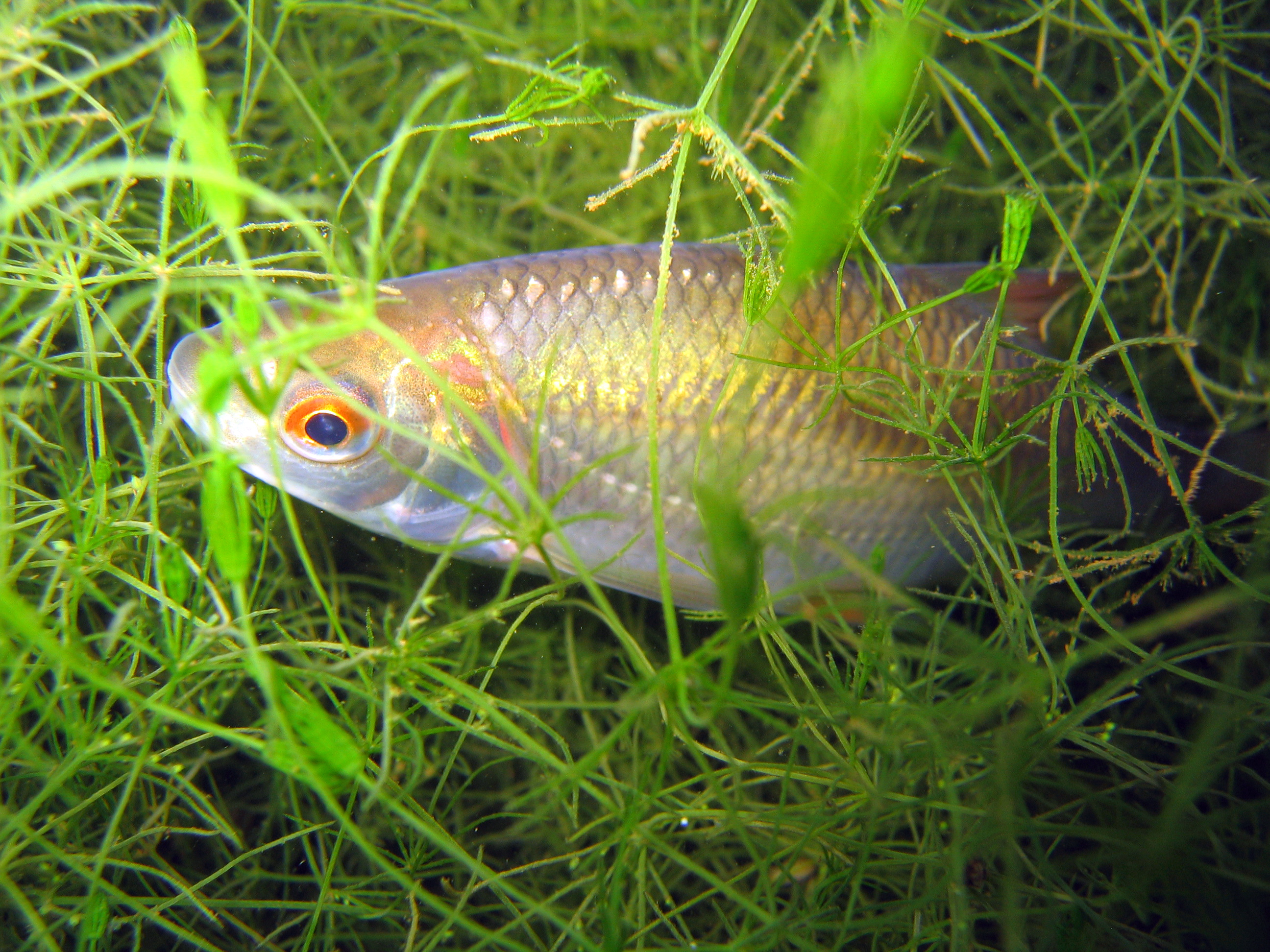
Madrilleta vera (Rutilus rutilus)

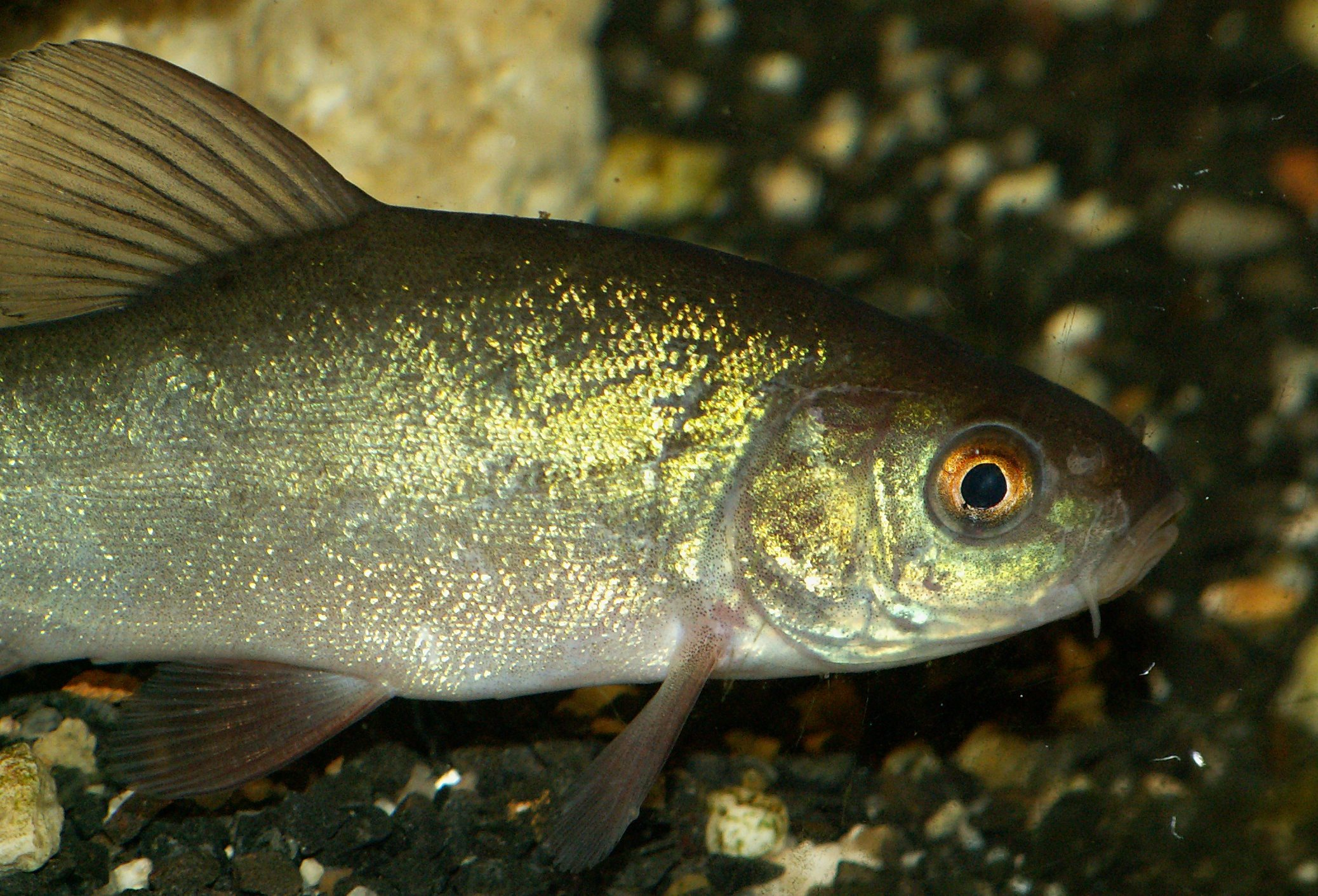
Tenca (Tinca tinca)

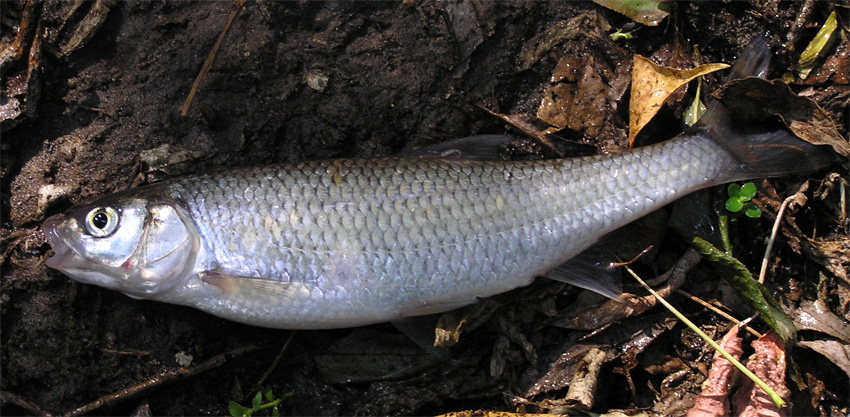
Leuciscus leuciscus

Aquesta llista de peixos del llac Baikal inclou totes les espècies de peixos del llac Baikal ordenades per l'ordre alfabètic de llur nom científic.

## A
- Abramis brama
- Abyssocottus elochini
- Abyssocottus gibbosus
- Abyssocottus korotneffi
- Acipenser baerii baerii
- Acipenser baerii baicalensis
- Asprocottus abyssalis
- Asprocottus herzensteini
- Asprocottus intermedius
- Asprocottus korjakovi
- Asprocottus minor
- Asprocottus parmiferus
- Asprocottus platycephalus
- Asprocottus pulcher

## B
- Barbatula toni
- Batrachocottus baicalensis
- Batrachocottus multiradiatus
- Batrachocottus nikolskii
- Batrachocottus talievi
- Brachymystax lenok

## C
- Cobitis melanoleuca melanoleuca
- Comephorus baikalensis
- Comephorus dybowskii
- Coregonus albula
- Coregonus autumnalis
- Coregonus baicalensis
- Coregonus migratorius
- Coregonus peled
- Coregonus pidschian
- Cottinella boulengeri
- Cottocomephorus alexandrae
- Cottocomephorus grewingkii
- Cottocomephorus inermis
- Cyphocottus eurystomus
- Cyphocottus megalops
- Cyprinus carpio carpio

## E
- Esox lucius

## G
- Gobio cynocephalus

## H
- Hucho taimen

## L
- Leocottus kesslerii
- Leuciscus baicalensis
- Leuciscus idus
- Leuciscus leuciscus
- Limnocottus bergianus
- Limnocottus godlewskii
- Limnocottus griseus
- Limnocottus pallidus
- Lota lota

## N
- Neocottus thermalis
- Neocottus werestschagini

## P
- Paracottus knerii
- Perca fluviatilis
- Phoxinus percnurus
- Phoxinus phoxinus
- Procottus gotoi
- Procottus gurwicii
- Procottus jeittelesii
- Procottus major

## R
- Rutilus rutilus

## S
- Salvelinus alpinus erythrinus
- Silurus asotus

## T
- Thymallus arcticus baicalensis
- Thymallus brevipinnis
- Tinca tinca[1]